# Єфімов Володимир Венедиктович
Володимир Венедиктович Єфімов (1949–2012) — радянський і російський графік, шрифтовий художник.

## Біографія
1973 року закінчив Московський поліграфічний інститут за спеціальністю «художник-графік». Працював у Відділі набірних шрифтів НВО Поліграфмаш. Серед його вчителів були Г. А. Банникова, М. Г. Рівненський, І. С. Слуцкер, Л. А. Кузнецова.
У квітні 1998 року став співзасновником і артдиректором компанії «ПараТайп». Працюючи у «ПараТайпі» Єфімов створив понад 60 гарнітур (більш ніж 200 накреслень). Паралельно Єфімов вів педагогічну і просвітницьку діяльність. Він викладав курс шрифта в вузах Москви — МГХПУ ім. С. Г. Строганова, у Вищій академічній школі графічного дизайну, у Британській вищій школі дизайну; також виступав з лекціями на різних шрифтових форумах.
Багато в чому завдяки зусиллям Володимира Венедиктовича шрифтова справа в Росії відродилася і досягла сучасного світового рівня.— 
Єфімов — автор серії книг «Великі шрифти» (кн. 1 «Витоки», М., ПараТайп, 2006; кн. 2 «Антиква», М., ПараТайп, 2007), редактор російських видань ряду книг про шрифти (Я. Чихольда «Зовнішність книги», 2008; Р. Брінгхерст «Основи стилю в типографії», 2006; Е. Шпикермана «Про шрифт», 2005).

## Шрифти
- «Прагматика» (1989)
- «Едвер Готік» (1989)
- «Петербург» (1992)
- «Октава» (1996)
- «Ньютон» (1990)
- «Дідона» (1992)
- «Чартер» (1999)
- «Кіш» (1999)
- Вільні шрифти ПТ, та інші

## Нагороди
- Диплом Російської Академії мистецтв
- Гран-прі Міжнародного бієнале «Золота бджола» (Москва)
- Диплом конкурсу шрифтового дизайну «ТіДіСі» (Нью-Йорк) та ін.